# Potorous longipes
Il potoroo dai piedi lunghi (Potorous longipes Seebeck e Johnson, 1980) è una specie di potoroo diffusa in Australia sud-orientale, in una piccola area costiera al confine tra il Nuovo Galles del Sud e il Victoria. Venne scoperto nel 1967, quando un maschio adulto rimase intrappolato in una trappola per cani nella foresta a sud-ovest di Bonang, nel Victoria. È classificato tra le specie in pericolo.

## Descrizione
Il potoroo dai piedi lunghi è il più grande tra i potoroo ed è molto simile a quello dal naso lungo (Potorous tridactylus). È una creatura solitaria e notturna che si nutre di funghi, vegetali e piccoli invertebrati. Si differenzia dal potoroo dal naso lungo per avere piedi più grandi e coda più lunga. Il corpo è lungo tra 38 e 41 cm, la coda tra 31,5 e 32,5 cm e i piedi tra 10,5 e 11,5 cm. Il peso può variare tra 1600 e 2200 g. Il colore del corpo è marrone sul dorso e grigio chiaro sul lato ventrale. La coda è marrone inferiormente e lateralmente e nera sul lato superiore.

## Conservazione
Tra le minacce che attualmente gravano su questa specie ricordiamo la predazione da parte dei gatti rinselvatichiti e delle volpi, introdotti dall'uomo, e tutti i rischi derivanti dal vivere in un areale limitato (ad esempio la frana accidentale di 400 metri quadrati nel Parco Nazionale di Errinundra, East Gippsland, nel settembre 2005).
La Zoological Society of London, in base a criteri di unicità evolutiva e di esiguità della popolazione, considera Potorous longipes una delle 100 specie di mammiferi a maggiore rischio di estinzione.